# Oktoberfest – Das offizielle Spiel zur Wiesn
Oktoberfest – Das offizielle Spiel zur Wiesn ist eine Minispiel-Sammlung für den Nintendo DS und iOS-Geräte. Es wurde von Independent Arts Software entwickelt und von SevenOne Intermedia, einem Tochter-Unternehmen von ProSiebenSat.1 Media, veröffentlicht. Nachdem es am 6. August 2009 für den Nintendo DS erschien, folgte am 14. August 2009 eine Version des Spiels für iOS. Das Spiel besteht aus sechs Minispielen mit Bezug zum Oktoberfest. Es erhielt allgemein schlechte Wertungen.

## Spielprinzip
In Oktoberfest steuert der Spieler einen Touristen, der das Oktoberfest besucht. Ziel des Spiels ist es, ihn in einen Bayern zu verwandeln. Dazu muss der Spieler Erfahrungspunkte in folgenden sechs Minispielen sammeln:
- Fingerhakeln: Der Spieler muss ein Symbol, das auf einer Serviette gezeigt wird, schnell auf dem Touchscreen nachzeichnen.
- Hau den Lukas: Der Spieler muss schnell über ein Feld auf dem Touchscreen reiben.
- Schuhplattler: Es blinken sechs Punkte auf. Der Spieler muss diese in der richtigen Reihenfolge antippen.
- Geisterbahn: Es erscheinen Geister auf dem Touchscreen, die der Spieler durch Streichen vertreiben muss.
- Dirigieren: Auf dem Touchscreen bewegt der Spieler einen Dirigentenstock und muss zum richtigen Zeitpunkt auf die Instrumente tippen.
- Kellnern: Der Spieler steuert mit dem Steuerkreuz einen Kellner durch ein Bierzelt und muss Bierkrüge zu den durstigen Gästen bringen.

Jedes Minispiel ist in drei Schwierigkeitsstufen spielbar, wobei die schwierigeren Grade freigeschaltet werden müssen. Während des Spielens eines Minispiels nimmt die Durstleiste der Spielfigur zu. Bei zu hohem Durst erhält die Spielfigur keine Erfahrungspunkte mehr. Um dies zu verhindern, muss die Spielfigur einen Brezel- und Bierstand aufsuchen.
Neben den Minispielen gibt es in Oktoberfest ein Bayern-Quiz, ein Multiple-Choice-Quiz mit Fragen zu Bayern, München und dem Oktoberfest. Außerdem ist im Spiel ein Wörterbuch Bairisch-Hochdeutsch enthalten.

## Entwicklung und Veröffentlichung
Oktoberfest wurde von Independent Arts Software entwickelt und von SevenOne Intermedia, einem Tochter-Unternehmen von ProSiebenSat.1 Media, veröffentlicht. Das Spiel wurde im Juli 2009 angekündigt. Am 6. August 2009 erschien das Spiel für den Nintendo DS. Für iOS-Geräte erschien es am 14. August 2009, nachdem diese Version zunächst für Mitte August 2009 angekündigt wurde.

## Rezeption
Oktoberfest erhielt allgemein schlechte Wertungen. Durchweg schlecht bewertet wurde die Qualität der Minispiele. So nannte Sebastian Räuchle der Kronen Zeitung alle sechs Minispiele „unspannend“ und Jens Jordan von Nintendo-Online bewertete, bis auf das Minispiel „Kellnern“, diese als „weniger überzeugend“. Gamezone kritisierte zusätzlich den mit bloß sechs Minispielen zu geringen Umfang des Spiels. Ebenfalls beanstandet wurde die grafische Darstellung, die Jordan zufolge der eines „x-beliebige[n] Flashgame[s]“ ähnelt. Gamezone fand die Musik zum Oktoberfest passend, bemängelte aber, dass die Musik sich zu schnell wiederhole, und bewertete zumindest die Steuerung als „solide“.